# Aeroportul Cunnamulla
Aeroportul Cunnamulla (IATA: CMA, ICAO: YCMU) este un aeroport din Queensland, Australia.
Situat la o altitudine de 194 m, aeroportul dispune de o singură pistă. Este operat de Shire of Paroo⁠(d).